# انی پلتیر
انی پلتیر (انگلیسی: Annie Pelletier؛ زادهٔ ۲۲ دسامبر ۱۹۷۳) ورزشکار ورزش شنا اهل کانادا است.
وی در مسابقات کشوری و بین‌المللی در مجموع برندهٔ ۳ مدال طلا، ۱ مدال نقره، ۲ مدال برنز شده‌است.